# هيرومي يوشيدا
هيرومي يوشيدا هو سياسي ياباني، ولد في 17 يونيو 1949 في ياماغوتشي في اليابان. حزبياً، نشط في الحزب الليبرالي الديمقراطي الياباني. وقد انتخب عضو مجلس المستشارين عن دائرة ناحية ناغانو الكلية ‏ وقد انضم خلال فترته النيابية  للكتلة البرلمانية الحزب الليبرالي الديمقراطي الياباني.